# Makrofauna
Makrofaunaen er dyr, hvis længde måles i centimeter, til forskel fra de mindre dyr i henholdsvis mesofaunaen og mikrofaunaen. Denne skelnen er især væsentlig, når man taler om jordbundsfaunaen.
I jordbunden tilhører et stort antal arter makrofaunaen. Det drejer sig f.eks. om snegle, orme, mider, edderkopper og insekter .